# Festi'neuch
 (août 2018).
Festi'neuch - Neuchâtel openair festival, est un festival de musiques actuelles ayant lieu sur les rives du lac de Neuchâtel mi-juin et quatre jours durant. Le festival a attiré plus de 50 000 festivaliers lors de sa dernière édition en 2019, un nouveau record.
La 20e édition, initialement prévue du 11 juin au 14 juin 2020, a été annulée le 23 avril 2020 en raison de la pandémie de coronavirus.
L'édition 2021, prévue du 10 juin au 13 juin 2021, est également annulée en raison des incertitudes sanitaires liées à la pandémie de coronavirus.
Festi'neuch est le cœur du thriller Horrora Borealis de Nicolas Feuz.

## Édition 2001
La 1re édition de Festi'neuch s'est déroulée le samedi 9 juin 2001 et a accueilli près de 3 000 festivaliers.
- The Silencers
- The Wailers
- Glen of Guinness
- Moonraisers
- Soul Vaccination

## Édition 2002
La 2e édition édition de Festi'neuch s'est déroulée les 23 et 24 août 2002 : et a accueilli près de 7 000 festivaliers.
- Lofofora
- Sinsemilia
- Pankake
- Armens
- Akamassa

## Édition 2003
La 3e édition de Festi'neuch s'est déroulée les 27 et 28 juin 2003 et a accueilli près de 6 000 festivaliers.
- Alpha Blondy
- Kool & The Gang
- Desmond Dekker
- Akamassa
- Miro
- Zorg

## Édition 2004
La 4e édition de Festi'neuch s'est déroulée du 4 au 6 juin 2004 et a accueilli près de 9 000 festivaliers.
- Faudel
- Jérémie Kisling
- Johnny Clegg
- Lole
- Sergent Garcia
- Ska-P
- Sinclair

## Édition 2005
La 5e édition édition de Festi'neuch s'est déroulée du 3 au 5 juin 2005 et a accueilli près de 10 000 festivaliers.
- Bernard Lavilliers
- Erik Truffaz
- Junior Tshaka Trio
- Ilene Barnes
- Laetitia Shériff
- Les Tambours du Bronx
- Raul Paz
- Sarah Bettens
- Starsailor
- The Puppetmastaz
- Tiken Jah Fakoly

## Édition 2006
La 6e édition de Festi'neuch s'est déroulée du 2 au 4 juin 2006 et a accueilli près de 20 000 festivaliers.
- The Prodigy
- Burning Spear
- Maxime Le Forestier
- Patrice
- Dionysos
- Le Peuple de l'Herbe
- Groundation
- Issa Bagayogo
- William White
- Vitalic

## Édition 2007
La 7e édition édition de Festi'neuch s'est déroulée du 1er au 3 juin 2007 et a accueilli près de 23 000 festivaliers.
- Iggy Pop and the Stooges
- Cassius
- Justice
- Houston Swing Engine
- Lole
- Slam
- Asian Dub Foundation
- De La Soul
- Gentleman & The Far East Band
- Soldiers of Jah Army
- Balkan Beat Box
- Moonraisers
- Gotan Project
- Les Ogres de Barback
- Nouvelle Vague

## Édition 2008
La 8e édition édition de Festi'neuch s'est déroulée du vendredi 30 mai au dimanche 1er juin 2008 et a accueilli près de 24 000 festivaliers.
- The Verve
- The Young Gods
- Feist
- Stephan Eicher
- Wax Tailor
- Rokia Traoré
- Empyr
- Zenzile
- Fantazio
- Open Season
- Monkey3
- Fleuve Congo
- The Passengers
- Simian Mobile Disco
- Kera

## Édition 2009
La 9e édition édition de Festi'neuch s'est déroulée du jeudi 4 au dimanche 7 juin 2009 et a accueilli près de 32 000 festivaliers.
- Limp Bizkit
- IAM
- Keziah Jones
- Peter Doherty (Royaume-Uni)
- Raphael
- Grand Corps Malade
- Sebastian Sturm
- Emir Kusturica & The No Smoking Orchestra
- Yuri Buenaventura
- Assassin
- Le Klub des 7
- Beat Torrent
- Marc Aymon
- The Dynamics
- Amsterdam Klezmer Band

## Édition 2010
La 10e édition de Festi'neuch s'est déroulée du 3 au 6 juin sur le site des Jeunes-Rives à Neuchâtel et a accueilli près de 37 000 festivaliers. Un nouveau record.
- Mika
- Moby
- Moonraisers
- Stevans
- The Rambling Wheels
- Hocus Pocus
- Cypress Hill
- Deep Kick
- Beat Assailant
- Birdy Nam Nam
- Danakil
- Caravan Palace
- Saez
- Miss Platnum
- Ojos de Brujo
- Youssou N'Dour
- Aldebert

## Édition 2011
La 11e édition de Festi'neuch s'est déroulée du jeudi 2 au dimanche 5 juin 2011 sur le site des Jeunes-Rives, à Neuchâtel, accueillant plus de 38 000 festivaliers.
- Wu-Tang Clan
- BB Brunes
- Dj Shadow
- Metronomy
- Quartier Bon Son
- Carrousel
- Moby
- Gotan Project
- Jehro
- Trip In
- 7 Dollar Taxi
- Ayo
- The Dø
- Syd Matters
- Bonaparte
- La Bande à Mani
- Professor Wouassa
- Archive
- Catherine Ringer
- Hidden Orchestra
- Kadebostany
- Groundation
- Henri Dès
- Shaolin Temple Defenders
- November Rainband: Revisiting Tom Waits

## Édition 2012
La 12e édition  de Festi'neuch s'est déroulée du jeudi 31 mai au dimanche 3 juin 2012, sur le site des Jeunes-Rives, à Neuchâtel, accueillant près de 37 000 festivaliers.
- Marilyn Manson
- Shaka Ponk
- Alpha Blondy
- Sexion d'Assaut
- Sophie Hunger
- Amadou et Mariam
- Tiken Jah Fakoly
- Youssoupha
- Brigitte
- Puppetmastaz
- C2C
- Apparat
- Thomas Fersen
- Anna Aaron
- Fauve
- Busy P
- Ellen Allien
- Hollie Cook
- Kanka
- D-verse city

## Édition 2013
La 13e édition de Festi'neuch s'est déroulé du jeudi 30 mai au dimanche 2 juin 2013, sur le site des Jeunes-Rives, à Neuchâtel, accueillant près de 32 000 festivaliers.
- NAS
- Tricky
- Klaxons
- Boys Noize
- Psy 4 de la rime
- Sébastien Tellier
- Stephan Eicher
- Orelsan
- Olivia Ruiz
- Goran Bregovic
- Rachid Taha
- Salif Keita
- Mama Rosin
- Junior Tshaka
- Lia

## Édition 2014
La 14e édition de Festi'neuch s'est déroulé du jeudi 12 juin au dimanche 15 juin 2014, sur le site des Jeunes-Rives, à Neuchâtel. Avec deux soirées sold-out (vendredi et samedi), le festival a réalisé un nouveau record d'affluence avec plus de 42 000 festivaliers.
- The Offspring
- Snoop Dogg
- Paul Kalkbrenner
- Earth, Wind & Fire experience
- Woodkid
- The Hives
- Julien Doré
- Bastian Baker
- Kery James
- Dub Inc.
- Yodelice
- Carbon Airways
- Yelle
- Suuns
- The Rambling Wheels
- Moussu T E Lei Jovents
- Koqa
- Explosion de Caca
- Stéphane Blok
- Juan Blanco

## Édition 2015
La 15e édition de Festi'neuch s'est déroulée du jeudi 11 juin au dimanche 14 juin 2015, sur le site des Jeunes-Rives, à Neuchâtel, accueillant près de 40 000 festivaliers.
- Bénabar
- Placebo
- Hubert-Félix Thiéfaine
- Fatboy Slim
- Texas
- Stress
- Milky Chance
- Yannick Noah
- Patrice
- IAM
- Feu! Chatterton
- Rone
- Aliose
- JoeyStarr X DJ Pone X Cut Killer
- Israel Vibration
- Da Cruz
- Soviet Suprem

## Édition 2016
La 16e édition de Festi'neuch s'est déroulée du jeudi 9 juin au dimanche 12 juin 2016, sur le site des Jeunes-Rives à Neuchâtel, accueillant près de 45 000 festivaliers. Un nouveau record pour le festival.
- 2 Many DJ's
- A-Wa
- AaRON
- Bigflo et Oli
- Blick Bassy
- Cœur de pirate
- Cypress Hill
- Fills Monkey
- Gipsy Kings
- Grand Corps Malade
- Julien Baker
- La Gale
- Lilly Wood & The Prick
- Max Romeo
- Odezenne
- Parov Stelar
- Selah Sue
- Skunk Anansie
- The Avener
- The Cranberries

## Édition 2017
La 17e édition de Festi'neuch s'est déroulée du jeudi 15 juin au dimanche 18 juin 2017, sur le site des Jeunes-Rives à Neuchâtel, accueillant plus de 41 000 festivaliers.
- Booka Shade
- Broken Back
- Camille (chanteuse)
- Crystal Fighters
- Damian Marley
- Dubioza Kolektiv
- Nicolas Fraissinet
- Georgio
- Hugues Aufray
- Junior Tshaka
- Orchestre Poly-Rythmo de Cotonou
- M.I.A.
- Magic System
- Prophets of Rage
- Soprano (rappeur)
- Stephan Eicher
- Synapson
- The Kooks
- Trentemøller
- WhoMadeWho

## Édition 2018
La 18e édition de Festi'neuch s'est déroulée du jeudi 14 au dimanche 17 juin 2018, sur le site des Jeunes-Rives, à Neuchâtel, accueillant près de 45 000 festivaliers (vendredi 15 et samedi 16 juin sold-out).
- Al-Sarwib
- Alice Roosevelt
- AMMAR 808
- Angelique Kidjo
- Arno
- Bigflo & Oli
- Calypso Rose
- Catherine Ringer
- Chinese Man
- Coilguns
- Concrete Knives
- Eddy de Pretto
- Ego le Cachalot
- Ghetto Kumbé
- Imany
- Julien Clerc
- Jupiter & Okwess
- Keny Arkana
- La Compagnie Créole
- Le Roi Angus
- Lily Allen
- Meute
- Moonraisers
- Morcheeba
- Mr. Oizo
- Niños du Brasil
- One Sentence Supervisor
- Orchestre Tout Puissant Marcel Duchamps XXL
- Orelsan
- Peter Kernel
- Roger Hodgson
- Roméo Elvis
- S.C.A.T.
- The Last Moan
- Vitalic
- Warhaus

## Édition 2019
La 19e édition de Festi'neuch s'est déroulée du jeudi 13 au dimanche 16 juin 2019 sur le site des Jeunes-Rives, à Neuchâtel, accueillant plus de 50 000 festivaliers. Un nouveau record pour le festival, dont les soirées de jeudi, vendredi et samedi étaient sold-out.
- Afra Kane
- Altin Gün
- Bastian Baker
- BBM74 + MDC
- Ben Harper
- Blind Butcher
- Brodinski
- Caravan Palace
- Charles in The Kitchen
- Cyril Cyril
- Di#se
- Emilie Zoé
- Félicien LiA
- Gaëtan
- Gaëtan Roussel
- Inna de Yard
- Kery James
- KOKOKO!
- Lomepal
- Midnight Oil
- Ofenbach
- Pale Male
- Parcels
- Patti Smith
- Sim's
- Ska-P
- Sophie Hunger
- Sum 41
- The Gardener & The Tree
- The Mauskovic Dance Band
- The Rambling Wheels
- Thérapie Taxi
- TootArd
- Vendredi sur Mer
- XIXA
- Zazie

## Édition 2020
La 20e édition de Festi'neuch, initialement programmée du 11 juin au 14 juin 2020, a été annulée, en raison de la pandémie de coronavirus.

## Édition 2021
Le 15 février 2021, les organisateurs annoncent la non-tenue de l'édition 2021 du festival (initialement prévu entre le jeudi 10 juin et le dimanche 13 juin 2021). L'annulation est justifiée par les incertitudes sanitaires liées à la pandémie de coronavirus.

## Édition 2022
La 21e édition de Festi'neuch s'est déroulée du jeudi 9 juin au dimanche 12 juin 2022 sur le site des Jeunes-Rives, à Neuchâtel, accueillant plus de 54 000 festivaliers. Encore une fois, le festival connaît un record, avec toutes ses soirées sold-out.
- Amami
- Automatic
- Baby Volcano
- Danitsa
- Clara Luciani
- Emilie Zoé
- Flèche Love
- FlexFab & Zilller Bas
- Fontaines D.C.
- Gaël Faye
- Grand Corps Malade
- Hybisae
- in Trees.
- Jazzy Bazz
- Julien Doré
- Justice
- La Dame Blanche
- Les Petits Chanteurs à la Gueule de Bois
- L’Impératrice
- Liraz
- Los Pirañas
- Mauvais Œil
- Oscar Les Vacances
- Polo & Pan
- Psycho Weazel
- Royal Blood
- Serpent
- SCH
- Stockholm Syndrome
- Suzane
- TechnoBrass
- Tshegue
- Véronique Sanson
- Yard Act
- Yenb